# Knabenkräuter (Orchis)
Die Knabenkräuter (Orchis) sind eine Pflanzengattung in der Familie der Orchideen (Orchidaceae).

## Beschreibung und Ökologie

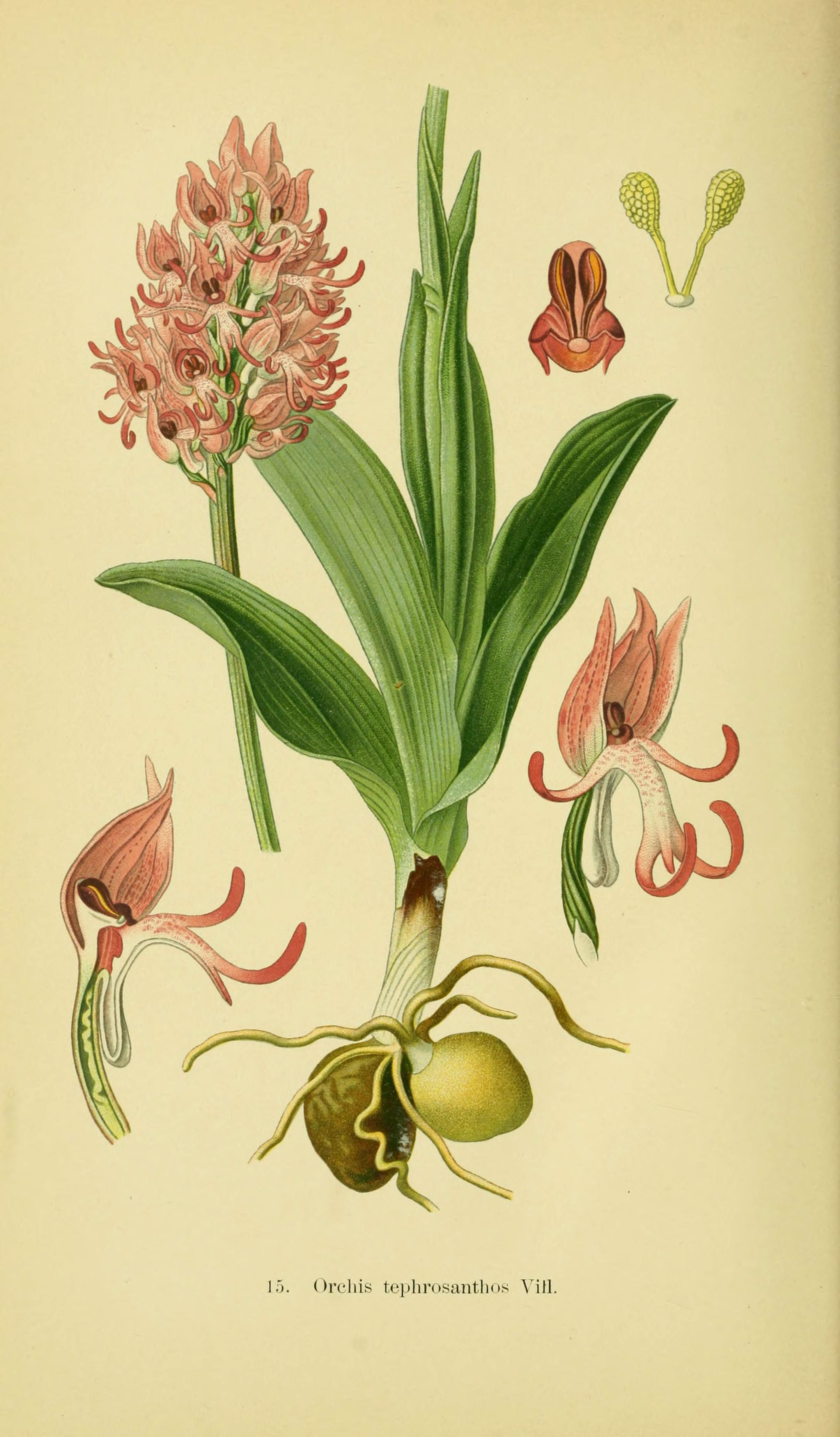
Illustration des Affen-Knabenkrauts (Orchis simia) aus Abbildungen der in Deutschland und den angrenzenden Gebieten vorkommenden Grundformen der Orchideenarten, Tafel 15

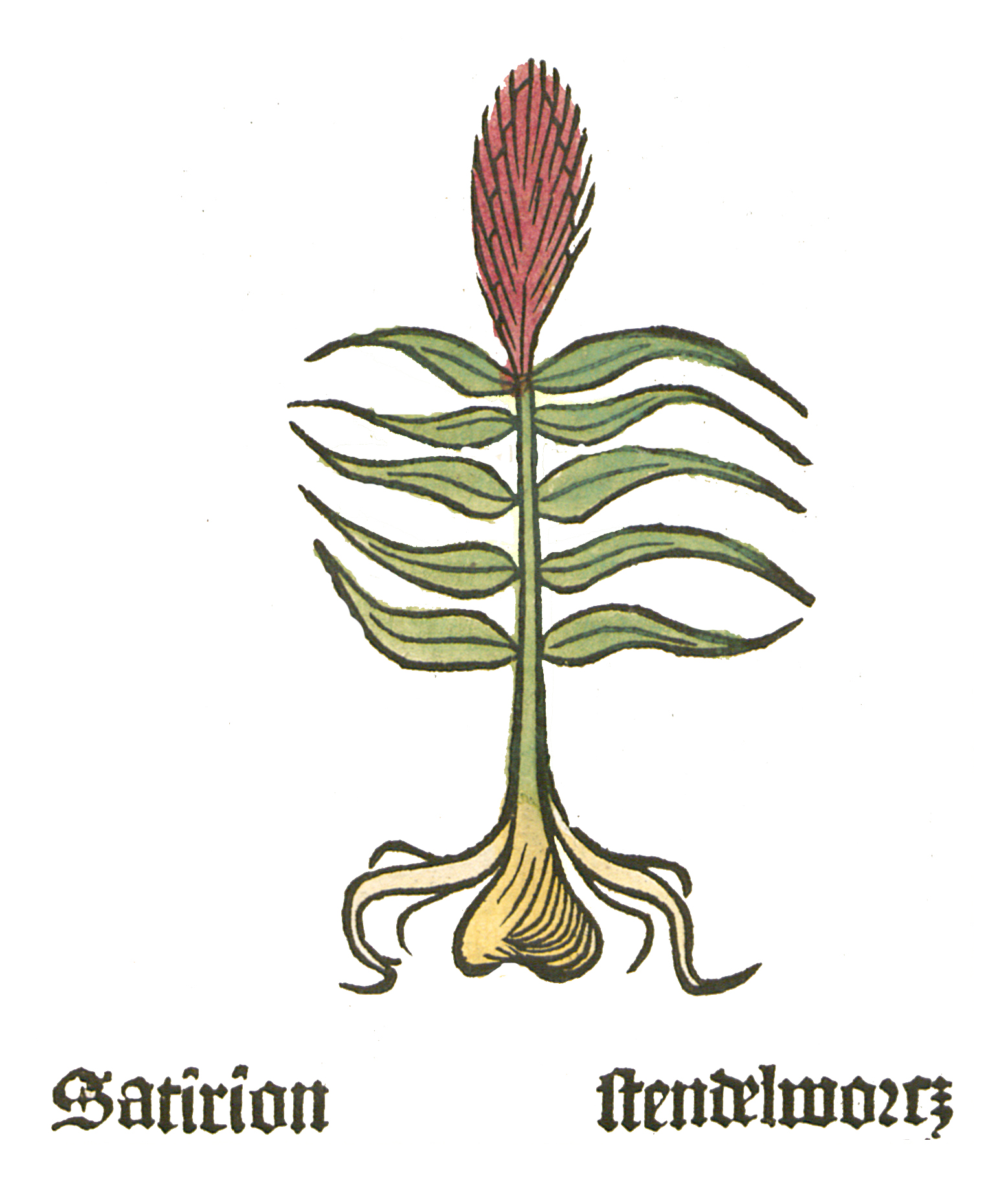
Ein Knabenkraut im Herbarius moguntinus (1484)

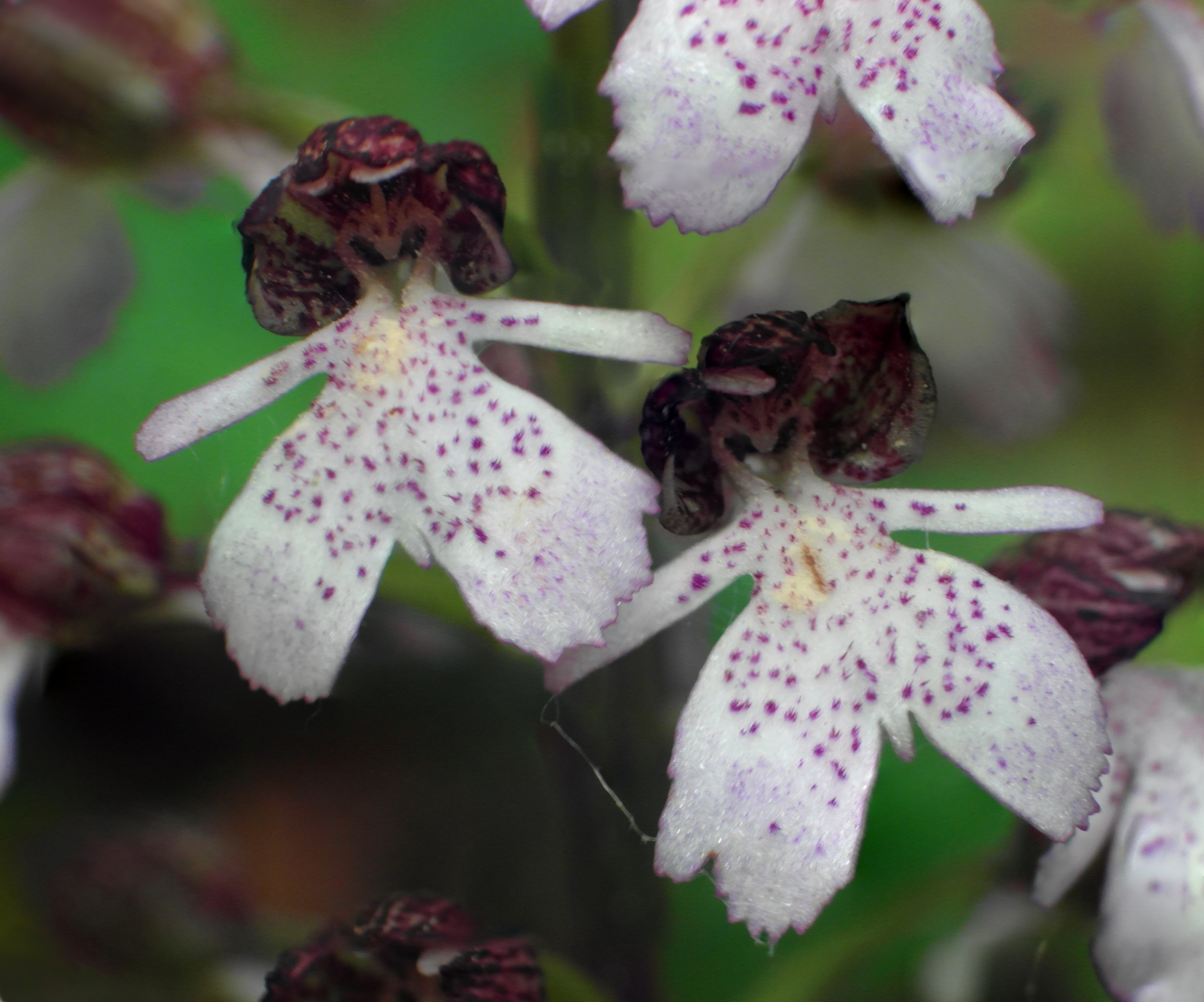
Zygomorphe Blüten des Purpur-Knabenkrauts (Orchis purpurea)

### Vegetative Merkmale
Die Knabenkraut-Arten sind ausdauernde krautige Pflanzen. Diese Geophyten bilden eirunde Knollen als Überdauerungsorgane. Eine der Knollen verwelkt zur Blütezeit, die andere ist für die nächste Blütezeit bestimmt (Wechselknolle). Es wurde in der Vergangenheit angenommen, dass die Arten der Gattung Orchis von der Keimung bis zur Bildung der ersten Blüten sieben bis neun Jahre brauchen; tatsächlich ist diese Zeitspanne wesentlich kürzer. Die oberirdischen Teile sind schwach giftig und werden im frischen Zustand vom Vieh gemieden. Der Stängel ist beblättert und besitzt am Grund meist rosettig gehäufte Laubblätter. Er ist unverzweigt und trägt eine endständigen ährigen bis traubigen Blütenstand. Die Stängelblätter sind meist scheidenförmig, länglich und ganzrandig.

### Generative Merkmale

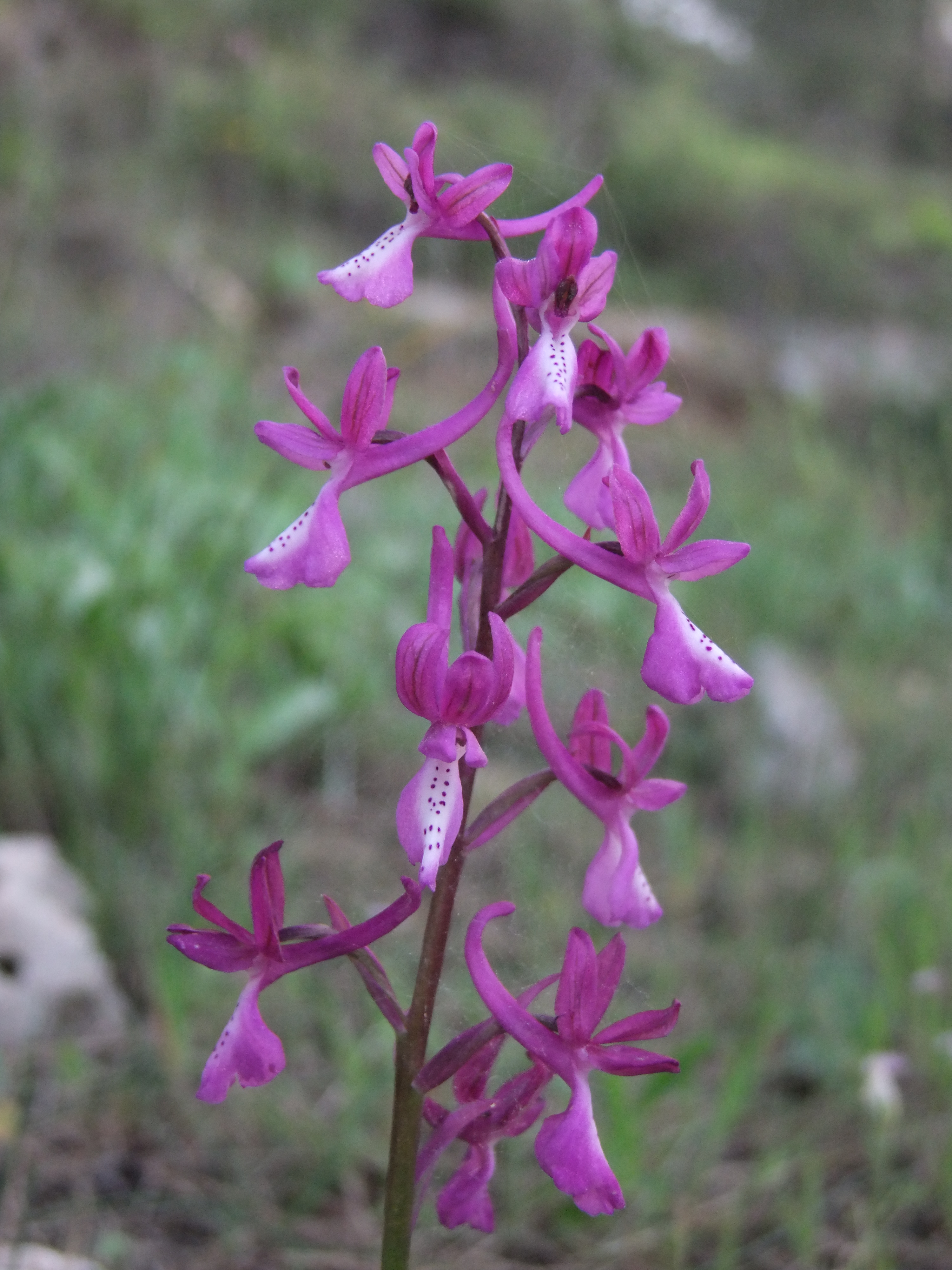
Anatolisches Knabenkraut (Orchis anatolica)

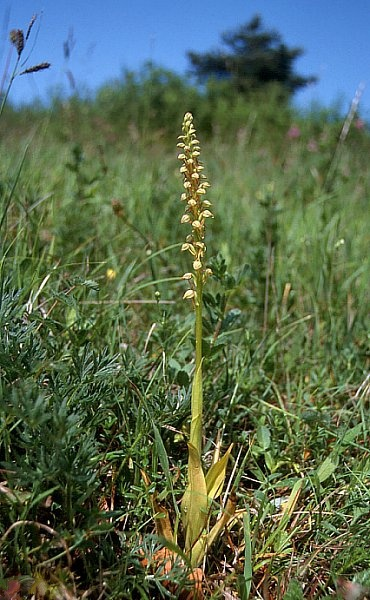
Ohnhorn (Orchis anthropophora)

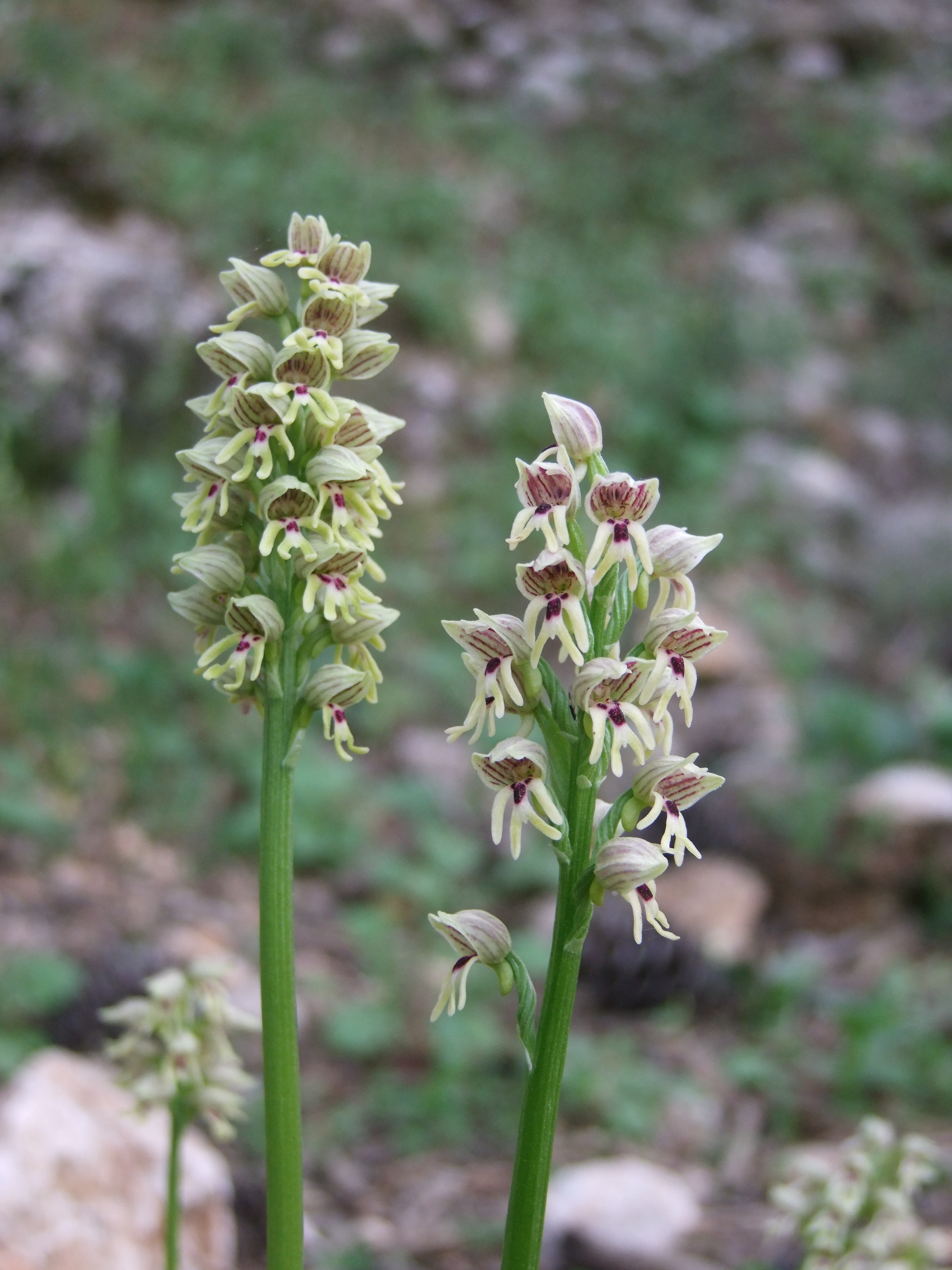
Galiläisches Knabenkraut (Orchis galilaea)

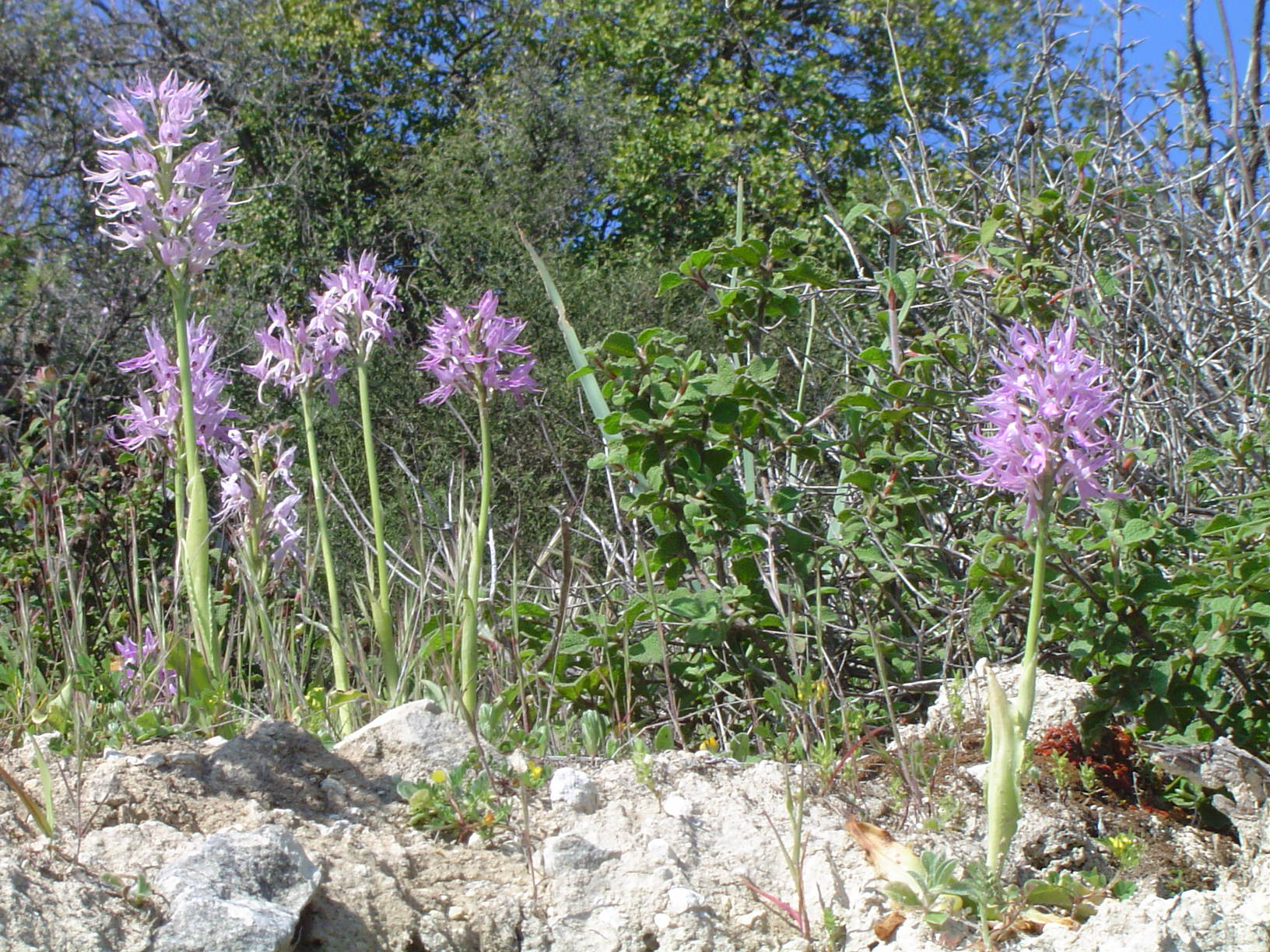
Italienisches Knabenkraut (Orchis italica)

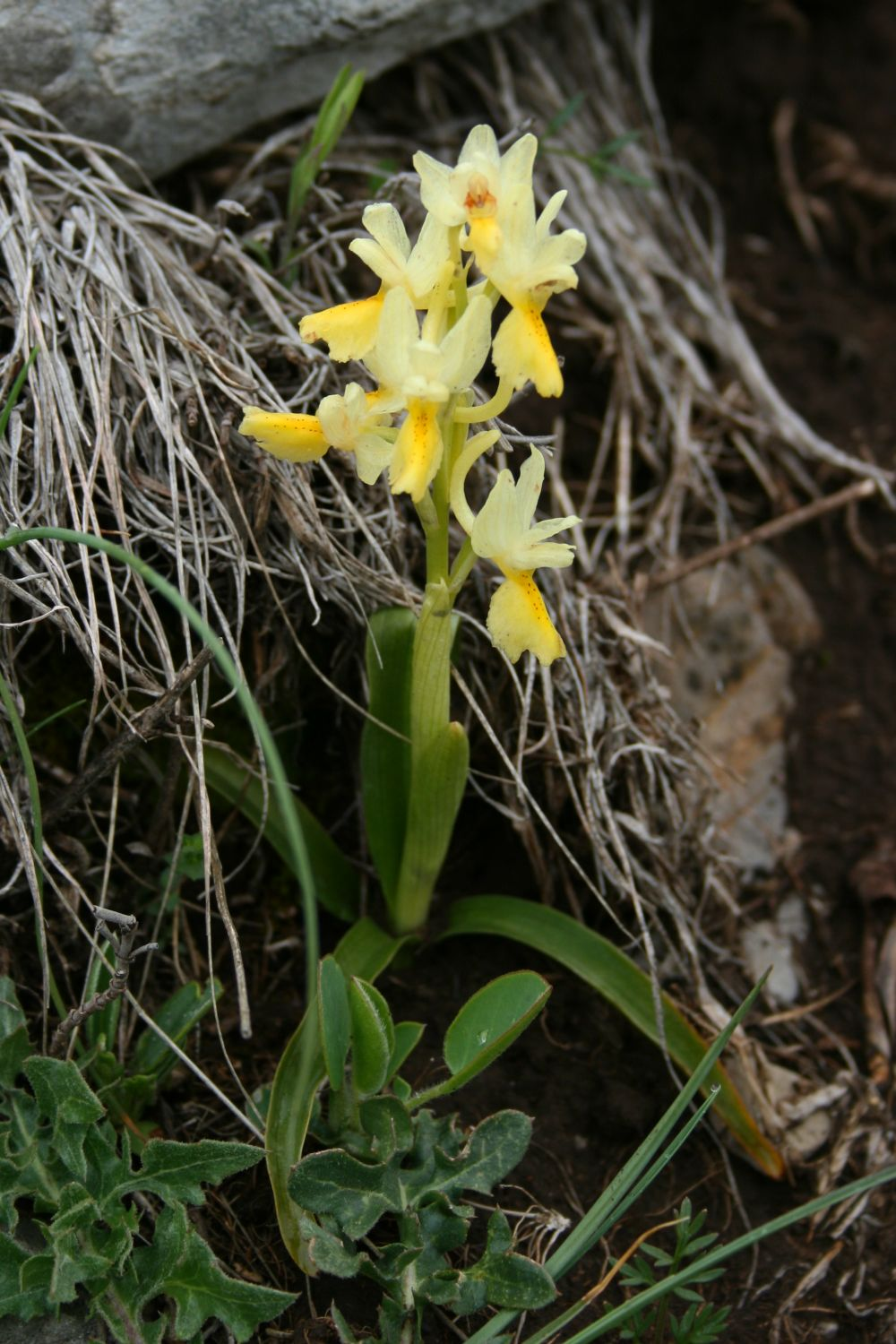
Armblütiges Knabenkraut (Orchis pauciflora)

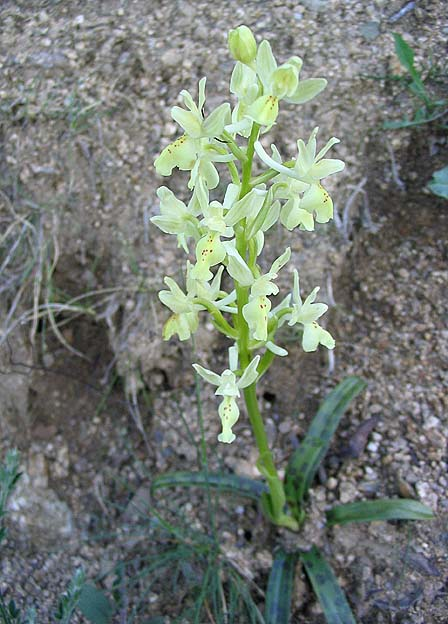
Provence-Knabenkraut (Orchis provincialis)

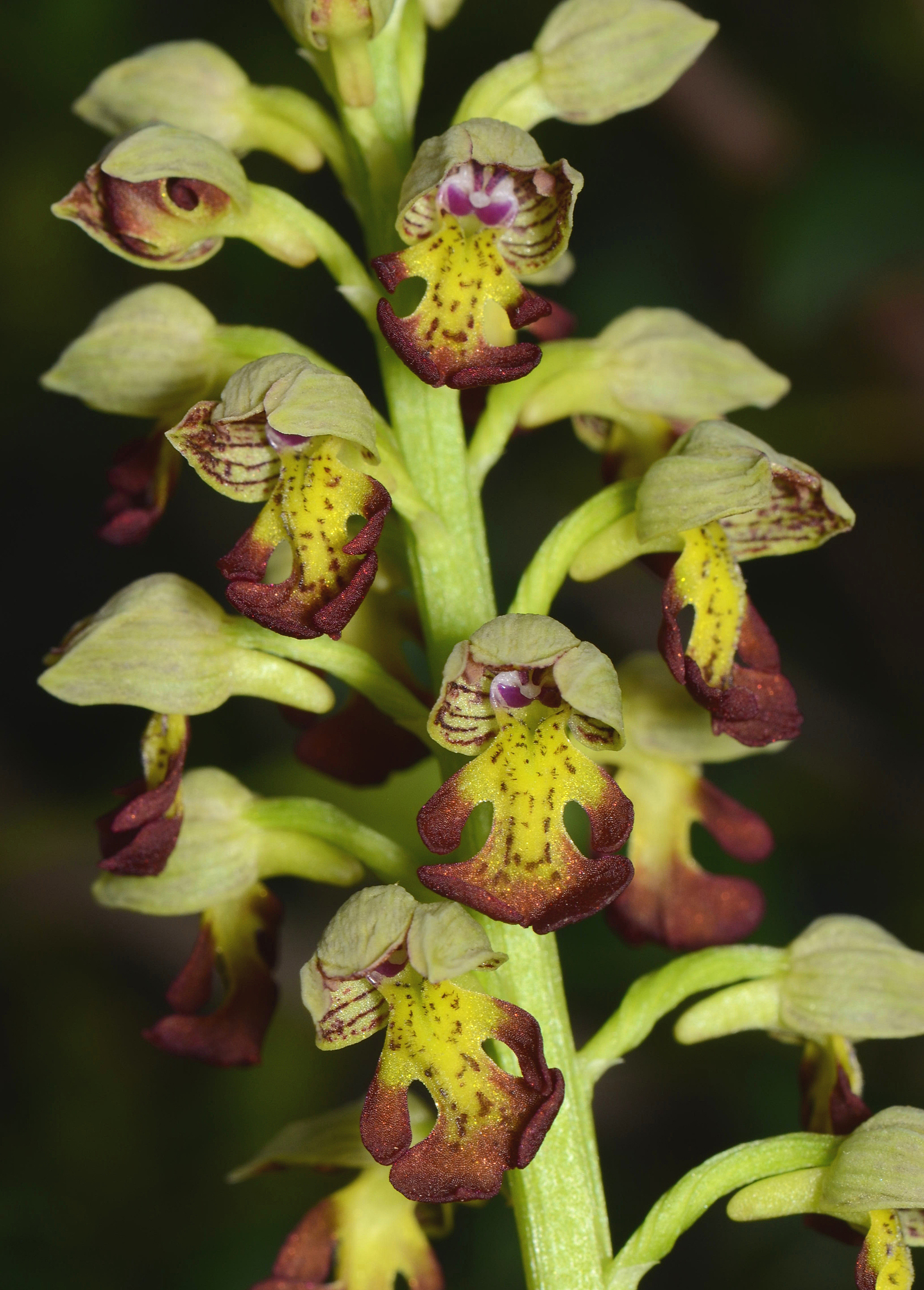
Punktiertes Knabenkraut (Orchis punctulata)

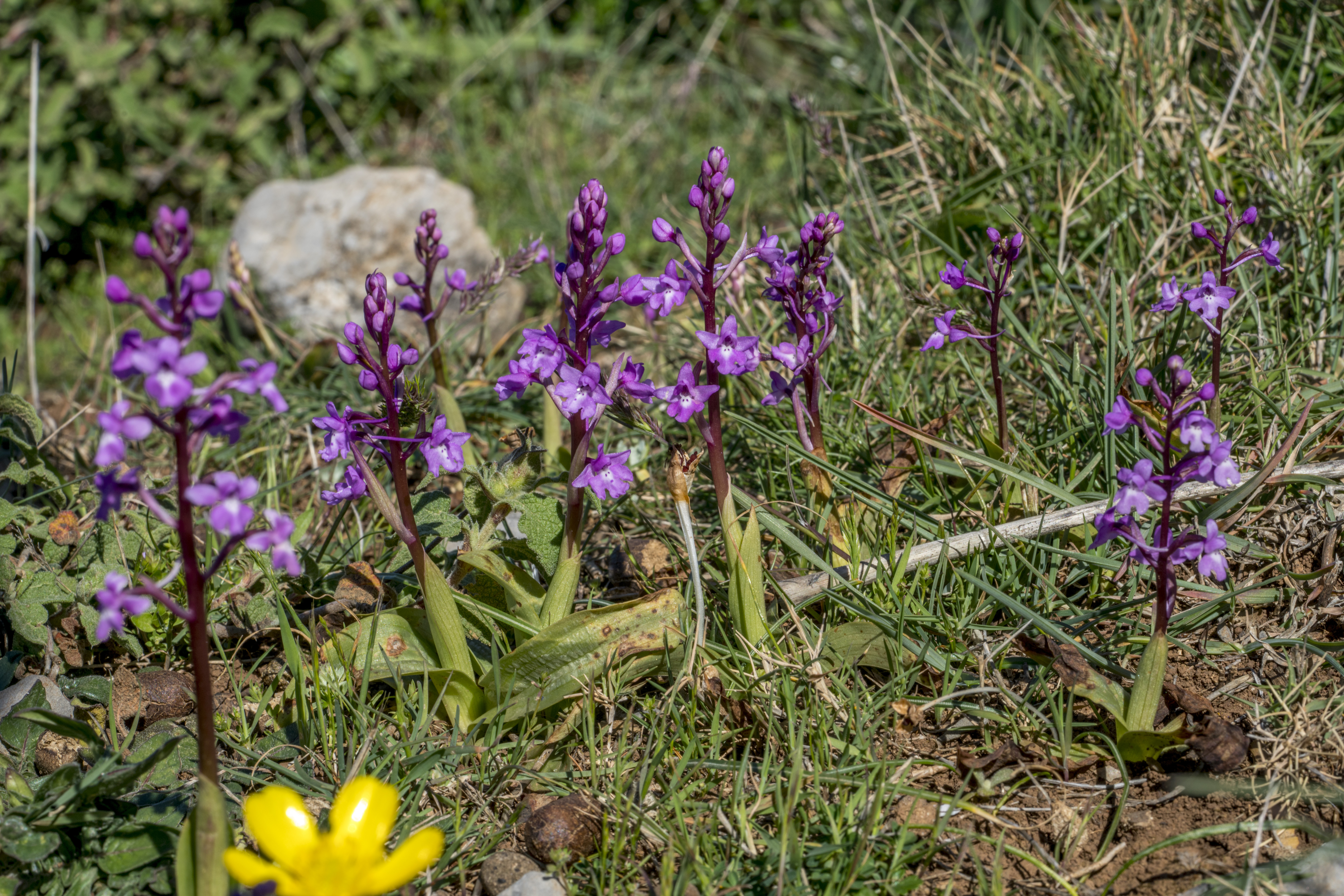
Vierpunkt-Knabenkraut (Orchis quadripunctata)

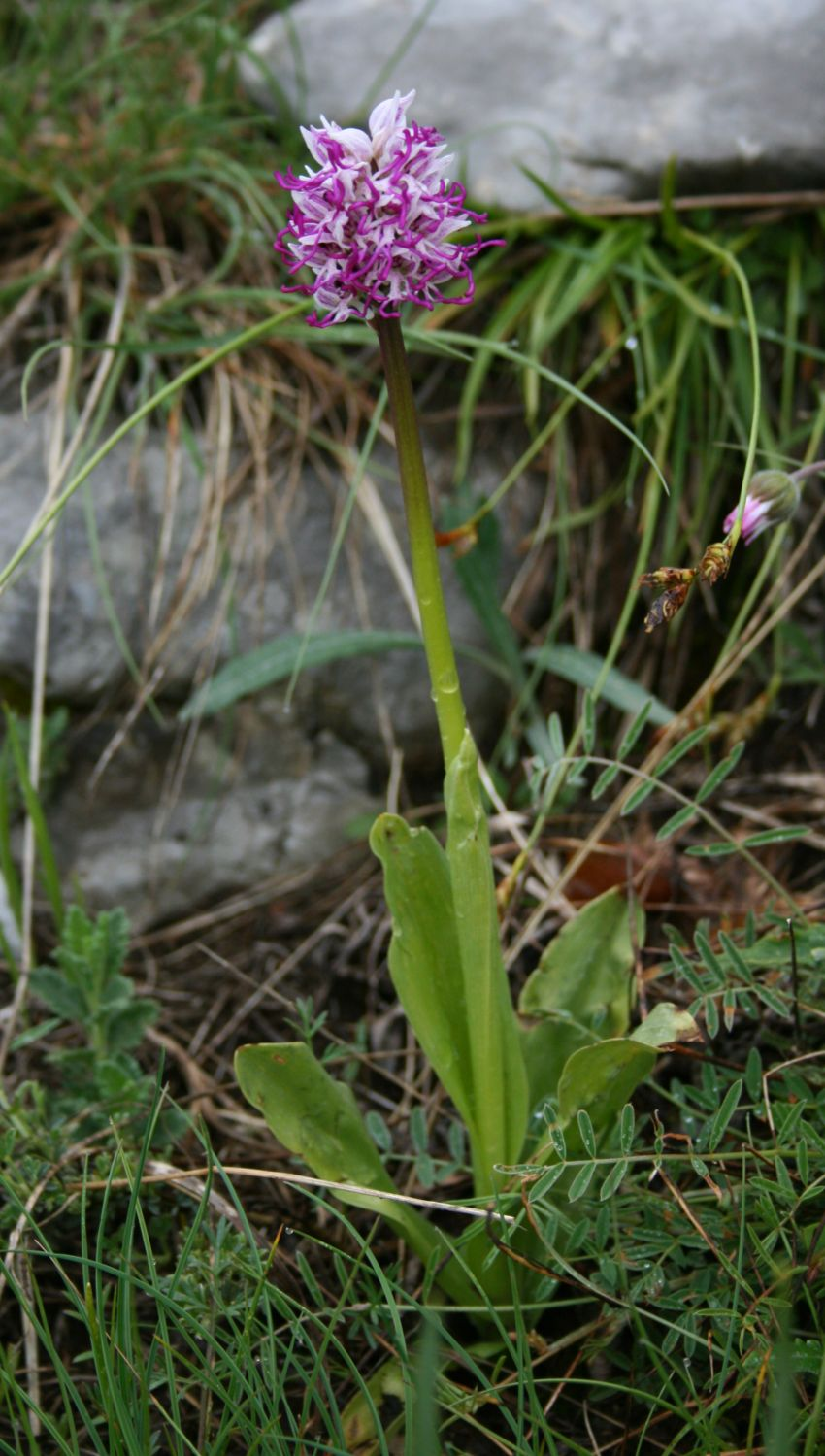
Affen-Knabenkraut (Orchis simia)

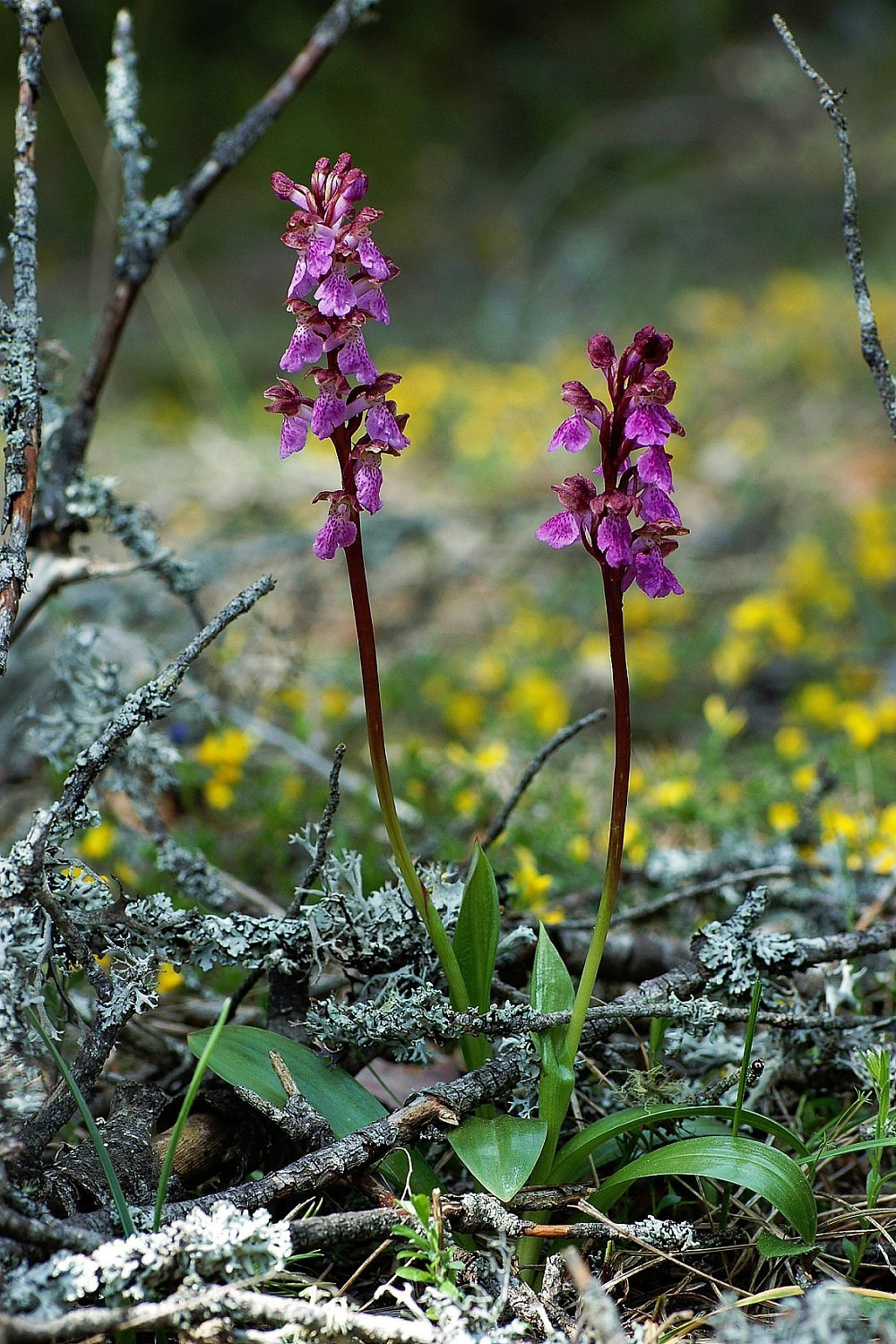
Spitzels Knabenkraut (Orchis spitzelii)

Der endständige Blütenstand ist meist vielblütig, zylindrisch oder eiförmig. Die sitzenden oder gestielten Blüten stehen in der Achsel eines meist häutigen Deckblatts. Die zwittrigen Blüten sind zygomorph und dreizählig. Die Lippe dient als Landeplatz für Bestäuber und ist daher nach unten gerichtet. Die Lippe besitzt meist auch einen Sporn (Ausnahme: Orchis anthropophora). Die anderen Blütenhüllblätter bilden meist eine helmartigen Schutz für die Pollinien. Die getrennten Pollinien sind langgestielt und besitzen getrennte Klebscheiben, sitzen aber in einem gemeinsamen Beutelchen (Bursicula).
Die Samen sind sehr zahlreich und sehr klein, oft nur 1/4 mm groß und die Tausendkornmasse ist nur etwa 0,5 bis 2,5 Milligramm.

## Systematik
Die Gattung Orchis wurde 1753 durch Carl von Linné in Species Plantarum, 2, S. 939 aufgestellt. Synonyme für Orchis L. sind: Abrochis Neck., Zoophora Bernh., Strateuma Salisb., Aceras R.Br., Androrchis D.Tyteca & E.Klein, ×Orchiaceras E.G.Camus.

### Etymologie
Wegen der Ähnlichkeit der zwei Knollen mit Hoden stammt der botanische Gattungsname Orchis vom griechischen Wort όρχις orchis für „Hoden“. (Als Testiculi satyrii wurden früher die Wurzelknollen von Orchis-Arten und Ragwurzen bezeichnet). Der griechische Philosoph Theophrastos von Eresos war der erste Naturforscher, der etwa 300 v. Chr. die Knabenkräuter erwähnte. Wegen der paarigen Wurzelknollen und der Ähnlichkeit mit den männlichen Genitalien benannte er sie „Orchis“ und begründete die Vorstellung, die sich noch lange in alten Schriften wiederfand, dass Frauen, die die stärkere und saftigere der beiden Knollen aßen, einen Knaben gebären würden (Theophr. IX. 18.3.). Auch der deutsche Name „Knabenkraut“ ist hiervon abgeleitet. Weitere Bezeichnungen von Vertretern der Gattung sind Stendelwurz, Stendel und Satyrion. Im Sinne der Signaturenlehre wurde die Orchis-Knolle als Aphrodisiakum und von Paracelsus bei Hoden-Erkrankungen empfohlen.
In der klassischen griechischen Mythologie wurde Orchis, der Sohn eines Satyrs und einer Nymphe, von Bacchanten getötet. Durch die Gebete seines Vaters wurde er in eine Pflanze verwandelt, die nun seinen Namen trägt.

### Arten nach Bateman 1997 und Bateman 2009 mit ihrer Verbreitung
Es gibt etwa 22 Orchis-Arten (Stand Bateman 2009):
- Drüsenlippiges Knabenkraut (Orchis adenocheila Czerniak.): Es kommt vom südöstlichen Transkaukasus bis zum nördlichen Iran vor.[5]
- Anatolisches Knabenkraut (Orchis anatolica Boiss.): Es kommt von den Ägäischen Inseln bis Israel und westlichen Iran vor.[5]
- Ohnhorn (Orchis anthropophora (L.) All.): Es kommt von Westeuropa bis zum Mittelmeerraum vor.[5]
- Brancifortis-Knabenkraut (Orchis brancifortii Biv.): Es kommt im östlichen Sardinien, Sizilien und südwestlichen Italien vor.[5]
- Orchis deutrodelamainii J.M.H.Shaw: Mit diesem Name wurde 2017 das Synonym ×Orchiaceras delamainii Alleiz. & Delamain ersetzt. Sie kommt in Frankreich vor.[11]
- Galiläisches Knabenkraut (Orchis galilaea (Bornm. & M.Schulze) Schltr., Syn.: Orchis punctulata var. galilaea Bornm. & M.Schulze, Orchis punctulata subsp. galilaea (Bornm. & M.Schulze) Soó): Es kommt von der südlichen Türkei bis Israel vor.[5]
- Italienisches Knabenkraut (Orchis italica Poir. nom. cons. prop., Syn.: Orchis militaris Poir. sensu auct., Orchis longicruris Link, Orchis undulatifolia Biv., Orchis tephrosanthos var. undulatifolia (Biv.) Ker Gawl., Orchis simia var. undulatifolia (Biv.) Webb, Orchis fusca var. stenoloba Coss. & Germ., Orchis purpurea var. stenoloba (Coss. & Germ.) Rchb. f., Orchis purpurea subsp. stenoloba (Coss. & Germ.) K.Richt., Orchis welwitschii Rchb. f., ×Orchiaceras welwitschii (Rchb. f.) E.G.Camus in E.G.Camus, P.Bergon & A.A.Camus, ×Orchiaceras bivonae nothovar. welwitschii (Rchb. f.) P.Silva, Orchis longicruris subsp. longipenis Font Quer & P.Palau, Orchis italica var. fontinalis F.M.Vázquez): Es kommt im Mittelmeerraum vor.[5]
- Helles Knabenkraut oder Algerisches Knabenkraut (Orchis laeta Steinh., Syn.: Orchis provincialis var. laeta (Steinh.) Maire & Weiller, Orchis pauciflora subsp. laeta (Steinh.) Kreutz, Androrchis laeta (Steinh.) D.Tyteca & E.Klein, Orchis blidana B.Baumann & H.Baumann, Androrchis blidana (B.Baumann & H.Baumann) W.Foelsche & Jakely): Es kommt vom nördlichen Algerien bis zum nordwestlichen Tunesien vor.[5]
- Männliches Knabenkraut (Orchis mascula (L.) L.): Je nach Autor gibt es etwa fünf Unterarten:[5]
  - Sardisches Knabenkraut (Orchis mascula subsp. ichnusae Corrias): Sie kommt nur auf Korsika sowie Sardinien vor.[5]
  - Spanisches Knabenkraut (Orchis mascula subsp. laxifloriformis Rivas Goday & B.Rodr., Syn.: Orchis masculolaxiflora Lange, Orchis mascula var. fallax E.G.Camus, Orchis langei Lange ex K.Richt., Orchis hispanica A.Niesch. & C.Niesch., Orchis mascula subsp. hispanica (A.Niesch. & C.Niesch.) Soó, Androrchis langei (Lange ex K.Richt.) D.Tyteca & E.Klein, Orchis langei subsp. magrebensis F.M.Vázquez): Es kommt von den zentralen Pyrenäen bis Marokko vor.[5]
  - Männliches Knabenkraut (Orchis mascula (L.) L. subsp. mascula): Es kommt auf den Kanarischen Inseln, in Europa[12] und vom Mittelmeerraum bis zum Iran vor.[5] Darunter sind folgende Unterarten:
  - Madeira-Knabenkraut (Orchis mascula subsp. scopulorum (Summerh.) H.Sund. ex H.Kretzschmar, Eccarius & H.Dietr.): Dieser Endemit kommt nur im östlichen Madeira vor.[5]
  - Prächtiges Knabenkraut (Orchis mascula subsp. speciosa (Mutel) Hegi): Es kommt in europäischen Gebirgen[12] und in Algerien vor.[5]
- Orchis militaris L.: Es gibt zwei Unterarten:[5]
  - Helm-Knabenkraut (Orchis militaris L. subsp. militaris): Es ist von Europa[12] bis zur Mongolei verbreitet.[5]
  - Stevens Knabenkraut (Orchis militaris subsp. stevenii (Rchb. f.) B.Baumann, H.Baumann, R.Lorenz & Ruedi Peter): Es kommt von der nordöstlichen sowie südlichzentralen Türkei bis zum nördlichen Iran vor.[5]
- Südfranzösisches Knabenkraut (Orchis olbiensis Reut. ex Gren.): Es kommt im westlichen Ligurien im nordwestlichen Italien und im nordwestlichen Afrika vor.[5]
- Blasses Knabenkraut (Orchis pallens L.): Es kommt von Europa bis zum Kaukasusraum vor.[5]
- Orchis patens Desf.: Es gibt zwei Unterarten:[5]
  - Kanaren-Knabenkraut (Orchis patens subsp. canariensis (Lindl.) Asch. & Graebn., Syn.: Orchis canariensis Lindl., Orchis patens var. canariensis (Lindl.) Rchb. f., Barlia canariensis (Lindl.) Szlach., Androrchis canariensis (Lindl.) D.Tyteca & E.Klein): Es kommt auf den Kanarischen Inseln vor.[5]
  - Atlas-Knabenkraut (Orchis patens Desf. subsp. patens): Es kommt im nordwestlichen Italien, nördlichen Algerien bis nördlichen Tunesien vor.[5]
- Armblütiges Knabenkraut (Orchis pauciflora Ten.): Es kommt vom nördlichen Korsika bis Kreta vor.[5]
- Provence-Knabenkraut oder Französisches Knabenkraut (Orchis provincialis Balb. ex Lam. & DC.): Es kommt vom südlichzentralen sowie südlichen Europa bis zum westlichen Kaukasusraum vor.[5]
- Punktiertes Knabenkraut (Orchis punctulata Steven ex Lindl., Syn.: Orchis steveniana Compère ex Lév., Orchis sepulchralis (Rchb. f.) Boiss. & Heldr., Orchis schelkownikowii Woronow, Orchis punctulata var. sepulchralis Rchb. f., Orchis punctulata subsp. sepulchralis (Rchb. f.) Soó, Orchis punctulata subsp. schelkownikowii (Woronow) Soó): Es kommt vom nordöstlichen Griechenland bis Westasien vor.[5]
- Orchis purpurea Huds.: Sie kommt von Europa[12] bis zur zentralen Türkei, nordöstlichen Algerien vor:[5]
  - Purpur-Knabenkraut (Orchis purpurea Huds. subsp. purpurea): Es kommt von Europa bis zur zentralen Türkei und im nordöstlichen Algerien vor.[5]
  - Kaukasisches Knabenkraut (Orchis purpurea subsp. caucasica (Regel) B.Baumann, H.Baumann, R.Lorenz & Ruedi Peter): Es kommt in der nordöstlichen Türkei bis zum Kaukasusraum vor.[5]
- Vierpunkt-Knabenkraut (Orchis quadripunctata Cirillo ex Ten.): Es kommt vom östlich-zentralen sowie südlichen Italien bis zur westlichen Türkei vor.[5]
- Orchis simia Lam.: Es gibt zwei Unterarten:[5]
  - Affen-Knabenkraut (Orchis simia Lam. subsp. simia): Es kommt von Europa[12] bis zum Iran und vom nördlichen Algerien bis nordwestlichen Tunesien vor.[5]
  - Akhdar-Knabenkraut (Orchis simia subsp. taubertiana (B.Baumann & H.Baumann) Kreutz): Dieser Endemit kommt nur im nordöstlichen Libyen vor.[5]
- Orchis sitiaca (Renz) P.Delforge: Dieser Endemit kommt nur im zentralen und östlichen Kreta vor.[5]
- Orchis spitzelii (Saut. ex W.D.J.Koch): Es gibt drei Unterarten:[5]
  - Cazorla-Knabenkraut (Orchis spitzelii subsp. cazorlensis (Lacaita) D.Rivera & Lopez Velez): Es kommt zentralen sowie östlichen Spanien, auf den Balearen und in Marokko vor.[5]
  - Kreta-Knabenkraut (Orchis spitzelii subsp. nitidifolia (W.P.Teschner) Soó): Dieser Endemit kommt nur in Kreta vor.[5]
  - Spitzels Knabenkraut (Orchis spitzelii Saut. ex W.D.J.Koch subsp. spitzelii, Syn.: Orchis patens var. orientalis Rchb. f., Orchis patens var. viridifusca (Albov) Soó, Orchis patens subsp. falcicalcarata Wildh., Orchis patens var. atlantica Batt., Orchis patens subsp. orientalis (Rchb. f.) K.Richt., Orchis viridifusca Albov, Orchis orientalis (Rchb. f.) Klinge, Orchis mrkvickana Velen., Orchis maireana G.Keller, Orchis bungii Hautz., Orchis spitzelii var. sendtneri Rchb. f., Orchis spitzelii var. gotlandica B.Pett., Orchis spitzelii subsp. gotlandica (B.Pett.) Á.Löve & D.Löve, Orchis spitzelii subsp. latiflora B.Baumann & H.Baumann, Orchis spitzelii subsp. teschneriana B.Baumann & H.Baumann, Orchis spitzelii var. atlantica (Batt.) Kreutz, Androrchis spitzelii subsp. latiflora (B.Baumann & H.Baumann) W.Foelsche & Jakely, Androrchis spitzelii subsp. teschneriana (B.Baumann & H.Baumann) W.Foelsche & Jakely): Es kommt im schwedischen Gotland und vom nordöstlichen Spanien bis zum Iran sowie im nördlichen Algerien vor.[5] Historisch gab es ein sicheres Vorkommen in Baden-Württemberg; ist aber in Deutschland ausgestorben.
- Orchis troodi (Renz) P.Delforge (Syn.: Orchis anatolica var. troodi Renz, Orchis anatolica subsp. troodi (Renz) Renz, Androrchis troodi (Renz) D.Tyteca & E.Klein): Dieser Endemit kommt nur im westlichen Zypern vor.[5]

### Ausgliederung in andere Gattungen
In einer Revision der Subtribus Orchidinae durch Bateman 1997 auf der Basis von genetischen Merkmalen werden Arten in andere Gattungen gestellt:
Die Arten der Sektion Galericulatae E.Klein werden zur Gattung Neotinea gestellt:
- Milchweißes Knabenkraut (Orchis lactea Poir. → Neotinea lactea (Poir.) R.M.Bateman, Pridgeon & M.W.Chase)
- Dreizähniges Knabenkraut (Orchis tridentata Scop. → Neotinea tridentata (Scop.) R.M.Bateman, Pridgeon & M.W.Chase): Es gibt zwei Unterarten:
  - Kegel-Knabenkraut (Orchis tridentata subsp. conica Willd.  → Neotinea tridentata subsp. conica (Willd.) R.M.Bateman, Pridgeon & M.W.Chase)
  - Orchis tridentata subsp. tridentata →  Neotinea tridentata subsp. tridentata (Syn.: Orchis tridentata subsp. commutata (Tod.) Nyman)
- Brand-Knabenkraut (Orchis ustulata L. → Neotinea ustulata (L.) R.M.Bateman, Pridgeon & M.W.Chase)

Die Arten der Sektionen Adranthus Schltr., Coriophoranthus Schltr., Phalaenanthus Schltr., Morianthus Schltr. und Saccatae (Parl.) H.Baumann & R.Lorenz werden zur Gattung Anacamptis gestellt:
- Borys Knabenkraut (Orchis boryi Rchb.f.) → Anacamptis boryi (Rchb.f.) R.M.Bateman, Pridgeon & M.W.Chase
- Hügel-Knabenkraut (Orchis collina Banks & Sol. ex Russell) → Anacamptis collina (Banks & Sol. ex Russell) R.M.Bateman, Pridgeon & M.W.Chase
- Wanzen-Knabenkraut (Orchis coriophora L.) → Anacamptis coriophora (L.) R.M.Bateman, Pridgeon & M.W.Chase
- Cyrenaica-Knabenkraut (Orchis cyrenaica E.A.Durand & Barratte) → Anacamptis cyrenaica (E.A.Durand & Barratte) H.Kretzschmar, Eccarius & H.Dietr.
- Israelisches Knabenkraut (Orchis israelitica H.Baumann & Dafni) → Anacamptis israelitica (H.Baumann & Dafni) R.M.Bateman, Pridgeon & M.W.Chase
- Lockerblütiges Knabenkraut (Orchis laxiflora Lam.) → Anacamptis laxiflora (Lam.) R.M.Bateman, Pridgeon & M.W.Chase
- Kleines Knabenkraut (Orchis morio L.) → Anacamptis morio (L.) R.M.Bateman, Pridgeon & M.W.Chase
- Sumpf-Knabenkraut (Orchis palustris Jacq.) → Anacamptis palustris (Jacq.) R.M.Bateman, Pridgeon & M.W.Chase
- Schmetterlings-Knabenkraut (Orchis papilionacea L.) → Anacamptis papilionacea (L.) R.M.Bateman, Pridgeon & M.W.Chase
- Heiliges Knabenkraut (Orchis sancta L.) → Anacamptis sancta (L.) R.M.Bateman, Pridgeon & M.W.Chase.

## Aberglaube, Heilkunde und Naturschutz
Das Mehl der Knollen war im orientalischen Altertum ein hochbezahltes Mittel zur angeblichen Wiedererlangung der Zeugungskraft, also ein Aphrodisiakum nach der Signaturenlehre. Die Pflanzen heißen in manchen Gegenden heute noch Liebeswurz oder Nachlaufwurz.
Die Knollen der Orchis-Arten und einiger anderer Orchideen wurden früher als Schleimdroge („Tubera Salep“, auch Palma christi genannt) besonders in der Kinderheilkunde bei Reizerscheinungen des Magen-Darm-Traktes angewandt, als es noch keine besseren Arznei- und Heilmittel gab. Heute werden Orchideenarten nicht mehr als wirksame Heilkräuter angesehen.
Alle Arten der Gattungen Orchis und Dactylorhiza stehen in Deutschland unter strengem Naturschutz.